# Sikonycia
Sikonycia (ukr. Сікониця) – rzeka na Ukrainie, płynąca przez rejon mościski obwodu lwowskiego. Prawy dopływ Siecznej w dorzeczu Wisły.

## Opis
Długość rzeki 16 km, powierzchnia dorzecza 50 km². Terasa miejscami podmokła. Na rzece zbudowano kilka stawów, z których największy znajduje się między Lipnikami i Sannikami.

## Położenie
Źródła znajdują się na południowy wschód od wsi Dąbrowa Mała. Rzeka płynie najpierw na północny wschód, a w pobliżu wsi Wołczyszczowice gwałtownie skręca na północny zachód. Wpada w Sieczną u południowych obrzeży miasta Mościska.
Dopływy: Czyżiwka (lewy).